# Robot (dans)
Dansul robot (sau manechin) este un stil iluzoriu de street dance - confundat de multe ori cu stilul popping - prin care încearcă să se imite un robot sau un manechin care dansează. Dansul robot a devenit popular după ce Michael Jackson l-a utilizat pentru interpretarea piesei „Dancing Machine”, împreună cu frații săi; cu toate acestea, dansul a fost creat de Ron Cornelius.